# رابرت گینتی
رابرت گینتی (به انگلیسی: Robert Ginty) (زاده ۱۴ نوامبر ۱۹۴۸-درگذشته ۲۱ سپتامبر ۲۰۰۹ ) بازیگر آمریکایی بود.
از فیلم‌های معروف او می‌توان به بازی در پسر عاشق و تیمارستان اشاره کرد.